# Langley Park (park i Australien, Western Australia)
Langley Park är en park i Australien. Den ligger i delstaten Western Australia, nära delstatshuvudstaden Perth. Langley Park ligger 1 meter över havet. Den ligger vid sjön Lake Vasto.
Runt Langley Park är det tätbefolkat, med 790 invånare per kvadratkilometer.. Närmaste större samhälle är Perth, nära Langley Park. 
Runt Langley Park är det i huvudsak tätbebyggt. Genomsnittlig årsnederbörd är 1 018 millimeter. Den regnigaste månaden är maj, med i genomsnitt 176 mm nederbörd, och den torraste är februari, med 9 mm nederbörd.